# I.N.R.I.

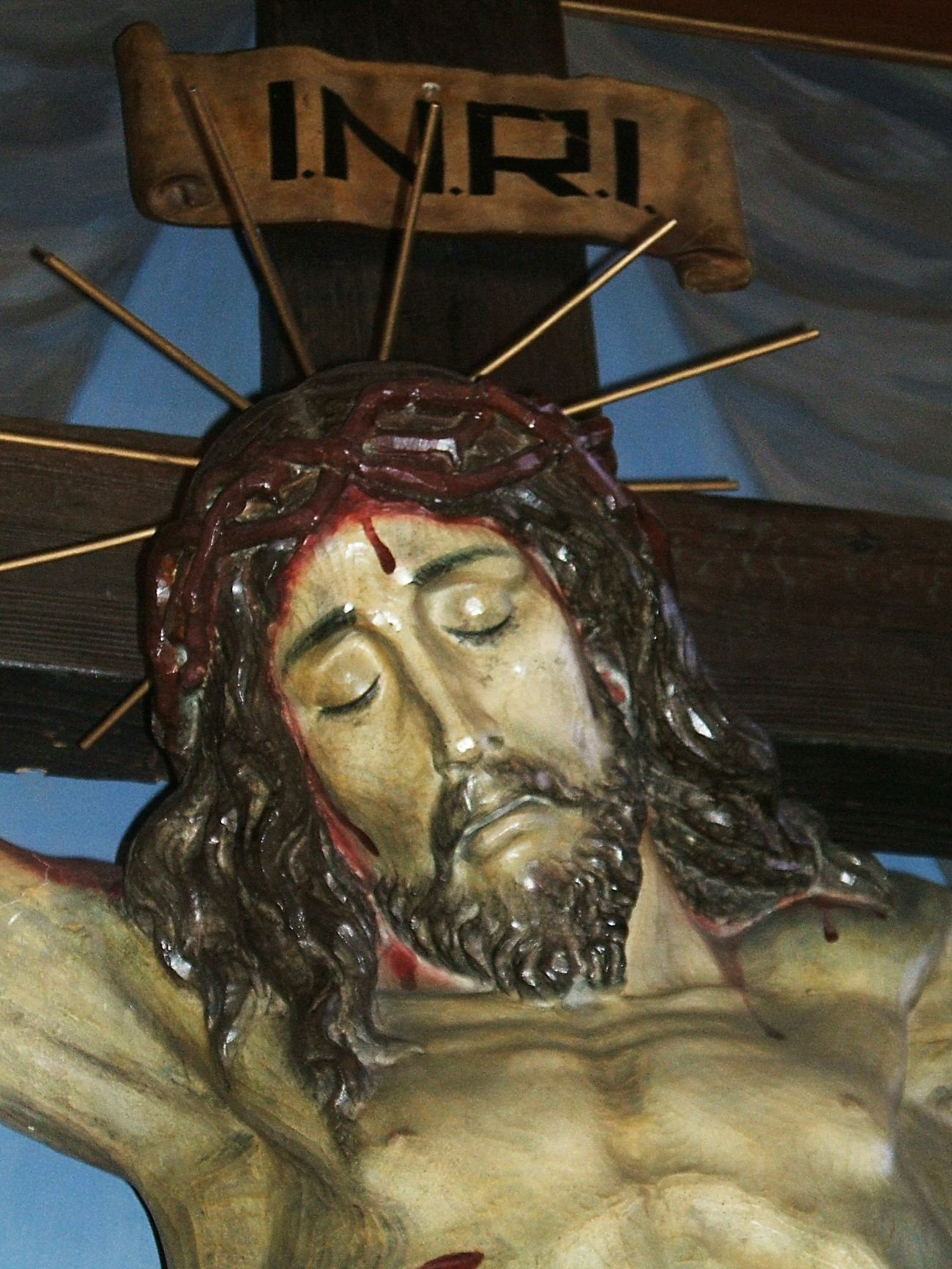
Inscripția I.N.R.I.

Acrostihul biblic I.N.R.I. ori pur și simplu INRI (I.N.B.I.  la greci și I.H.Ц.I.  la slavi) apare în următorul loc din Noul Testament:
Evanghelia după Sf. Ioan (19,19): „Pilat a scris o însemnare, pe care a pus-o deasupra crucii, și era scris: Iisus din Nazaret, Regele Iudeilor.” (traducerea expresiei latine: Iesus Nazarenus Rex Iudaeorum). 
Notificarea era scrisă în ebraică, latină și greacă.
Bisericile Catolică și Ortodoxă Română din România și din Republica Moldova utilizează INRI-ul, dat fiind că prescutarea din română e aidoma ca în latină.
|                                  | Matei                                                                                | Marcu                                               | Luca                                                                                                 | Ioan |
| -------------------------------- | ------------------------------------------------------------------------------------ | --------------------------------------------------- | --- | --- |
| Paragraf                         | XXVII:37                                                                             | XV:26                                               | XXIII:38                                                                                             | XIX:19-20 |
| Inscripția greacă                | οὗτός ἐστιν Ἰησοῦς ὁ βασιλεὺς τῶν Ἰουδαίων                                           | ὁ βασιλεὺς τῶν Ἰουδαίων                             | ὁ βασιλεὺς τῶν Ἰουδαίων οὗτος                                                                        | Ἰησοῦς ὁ Ναζωραῖος ὁ βασιλεὺς τῶν Ἰουδαίων |
| Transliterație                   | hûtós estin Iēsûs ho basileùs tôn Iudaéōn                                            | ho basileùs tôn Iudaéōn                             | ho basileùs tôn Iudaéōn hûtos                                                                        | Iēsûs ho Nazōraêos ho basileùs tôn Iudaéōn |
| Nova Vulgata (Latină)            | Hic est Iesus Rex Iudaeorum                                                          | Rex Iudaeorum                                       | Hic est rex Iudaeorum                                                                                | Iesus Nazarenus Rex Iudaeorum |
| Traducere românească             | Acesta este Iisus, regele iudeilor                                                   | Regele iudeilor                                     | Acesta este regele iudeilor.                                                                         | Iisus Nazarineanul, regele iudeilor |
| Limbi                            | [nespecificat]                                                                       | [nespecificat]                                      | Ebraică, latină, greacă                                                                              | Ebraică, latină, greacă |
| Tot paragraful din Biblia B.O.R. | Și deasupra capului I-au pus vina Lui, scrisă: „Acesta este Iisus, regele iudeilor”. | Și vina Lui era scrisă deasupra: „Regele iudeilor”. | Și deasupra Lui era scris cu litere grecești, latinești și evreiești: „Acesta este regele iudeilor”. | Iar Pilat a scris și titlu și l-a pus pe cruce. Și era scris: „Iisus Nazarineanul, regele iudeilor”. Deci, mulți dintre iudei au citit acest titlu, căci locul unde a fost răstignit Iisus era aproape de cetate. Și era scris în evreiește, latinește și grecește. |